# Märzmelodie

Märzmelodie est un film allemand réalisé par Martin Walz et sorti en 2008.

## Synopsis
Anna, est une jeune enseignante fragile et nerveuse : les élèves en font ce qu'ils veulent. Thilo, acteur raté, essaye de vendre du vin pour gagner sa vie. Ils se rencontrent lors d'un rendez-vous arrangé par des amis commun (Valerie et Moritz) et développent un lien qui reste ténu. Mais avec de l'amour et des chansons...
Particularité du film : les comédiens commencent à chanter partiellement tout à coup. Ils ne chantent pas eux-mêmes : c'est en play-back. Des courts passages de chansons sont utilisés et intégrés dans les scènes (des titres de chanteurs ou groupe allemands).

## Fiche technique
- Titre original : Märzmelodie
- Titre international : Melodies of Spring
- Réalisation : Martin Walz
- Scénario : Martin Walz, Lars Hoeppner
- Images : Matthias Fleischer
- Montage : Simone Klier
- Musique : Emil Vicklicky
- Producteur : Manuela Stehr
- Société de production : X-Filme Creative Pool (Berlin)
- Coproduction : Seven Pictures Film (Unterföhring) ; Sat.1 (Berlin)
- Pays d'origine :  Allemagne
- Genre : comédie romantique
- Durée : 96 minutes
- Dates de sortie : 
  - Allemagne : février 2008

## Distribution
- Jan Henrik Stahlberg (Thilo)
- Alexandra Neldel (Anna)
- Gode Benedix (Moritz)
- Inga Busch (Valerie)
- Gedeon Burkhard (Florian)
- Jana Pallaske (Katja)

## À noter
- Le comédien Jan Henrik Stahlberg (né en 1970) est aussi scénariste, et réalisateur de deux films : Bye Bye Berlusconi (2006) et Short Cut to Hollywood (2009)